# محمد عثمان الصيد
محمد عثمان الصيد ويعرف أيضاً باسم محمد بن عثمان (17 أكتوبر 1924 - 31 ديسمبر 2007) رئيس وزراء ليبيا (من 1960 إلى 1963) ويعتبر «مهندس» إلغاء نظام الحكم الفيدرالي في 1962.
ولد محمد عثمان الصيد في 17 أكتوبر 1924 بقرية الزوية متصرفية براك، منطقة الشاطيء بـإقليم فزان.
كان الصيد قد تقلد عدة مناصب وزارية منذ استقلال ليبيا عام 1951 إلى أن تولى رئاسة الحكومة عام 1960، تولت حكومته بدء تعديل الدستور لتصبح ليبيا ذات إدارة واحدة مركزية بعد أن كانت اتحاداً يضم ثلاث ولايات تتمتع بالحكم الذاتي (طرابلس، فزان وبرقة). وعدلت حكومته قوانين الثروات الطبيعية وخاصة النفط والتي كانت تنص حسب النظام الفيدرالي على حق كل ولاية بنسبة 30 بالمائة من ريع صادراتها لأية ثروات طبيعية بها، فيما بقية الـ70 في المائة، تخصص لإعمار جميع الولايات بالتساوي. وأدى تعديل الدستور إلى ارتفاع مداخيل الحكومة المركزية من الثروات النفطية.
ربطت محمد عثمان الصيد علاقات متينة مع ملك المغرب الراحل الحسن الثاني حيث قضى سنوات منفاه، ولعب في أكثر من مرة دوراً مهماً في تطبيع العلاقات المغربية ـ الليبية على الرغم من مواقفه المناوئة لسياسات بلاده. واقترح على الصيد أكثر من مرة العودة إلى ليبيا، لكنه كان في كل وقت يضع شروطاً تتعلق بضرورة إدخال إصلاحات سياسية، وجرت في سنواته الأخيرة اتصالات معه من أجل العودة، بيد أنه أوفد أبناءه إلى ليبيا في زيارات عمل. وعاش خلال السنتين الأخيرتين في منزله في الرباط، إلى حين وفاته عن سن تناهز 83 سنة. وكان محمد عثمان الصيد نشر مذكراته في جريدة الشرق الأوسط وصدرت تلك المذكرات بعد ذلك في كتاب بعنوان «محطات من تاريخ ليبيا».
توفي الاثنين 31ديسمبر 2007 في منزله في الرباط في تمام الساعة التاسعة صباحاً.